# Nicolas Canabus
Nicolas Canabus, död 1204, var kejsardömet Bysans monark år 1204.